# Улица Чапыгина
Улица Чапы́гина — улица в Петроградском районе Санкт-Петербурга. Проходит от Каменноостровского проспекта до Уфимской улицы.

## История
Улица была проложена на Аптекарском острове в конце XIX века и названа Вологодской по городу Вологде.
22 февраля 1939 года Вологодскую улицу переименовали в улицу Чапыгина, в честь писателя А. П. Чапыгина (1870—1937), автора известных исторических романов «Степан Разин» и «Гулящие люди».

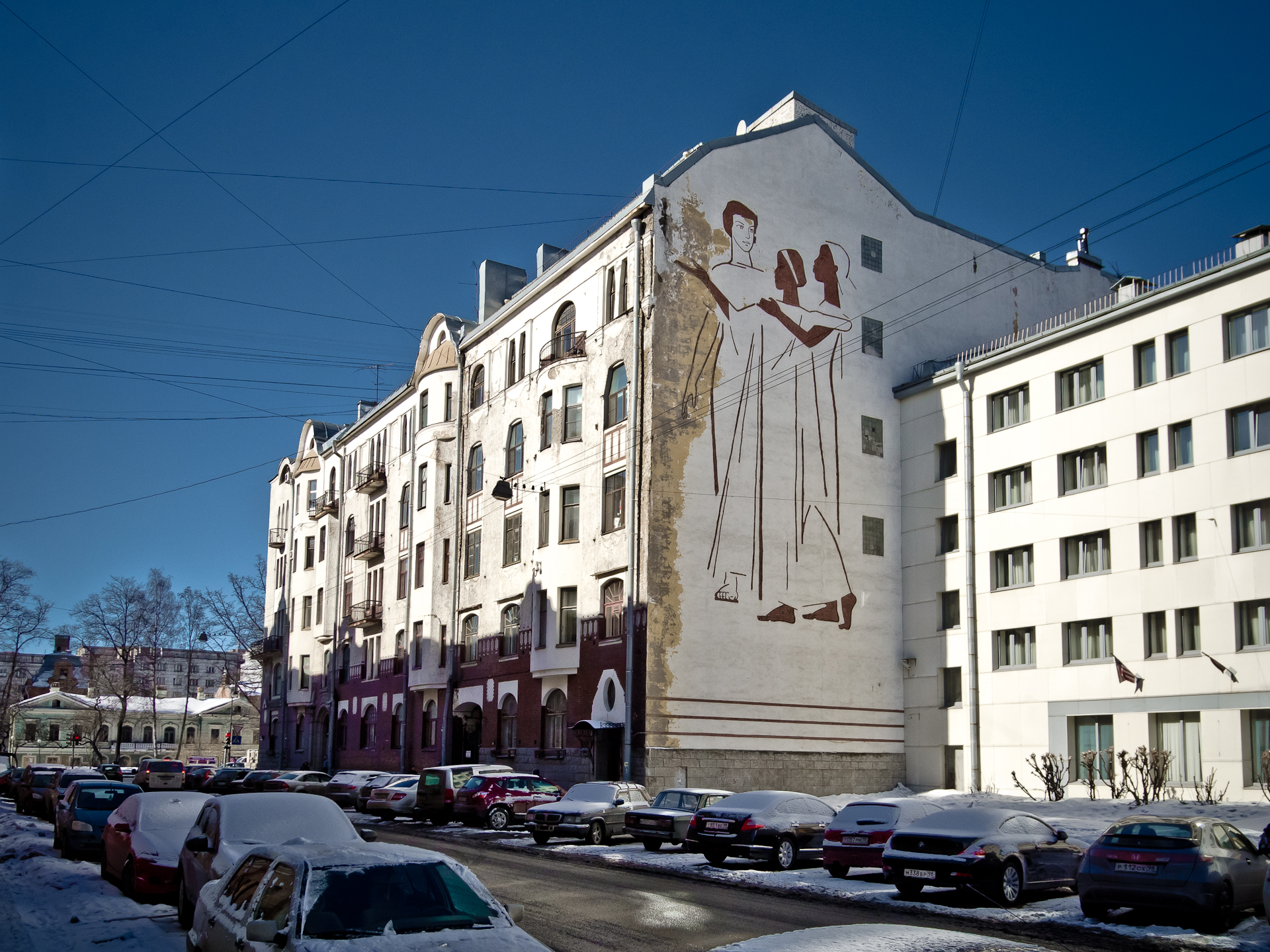
Брандмауэр дома № 2 по улице Чапыгина

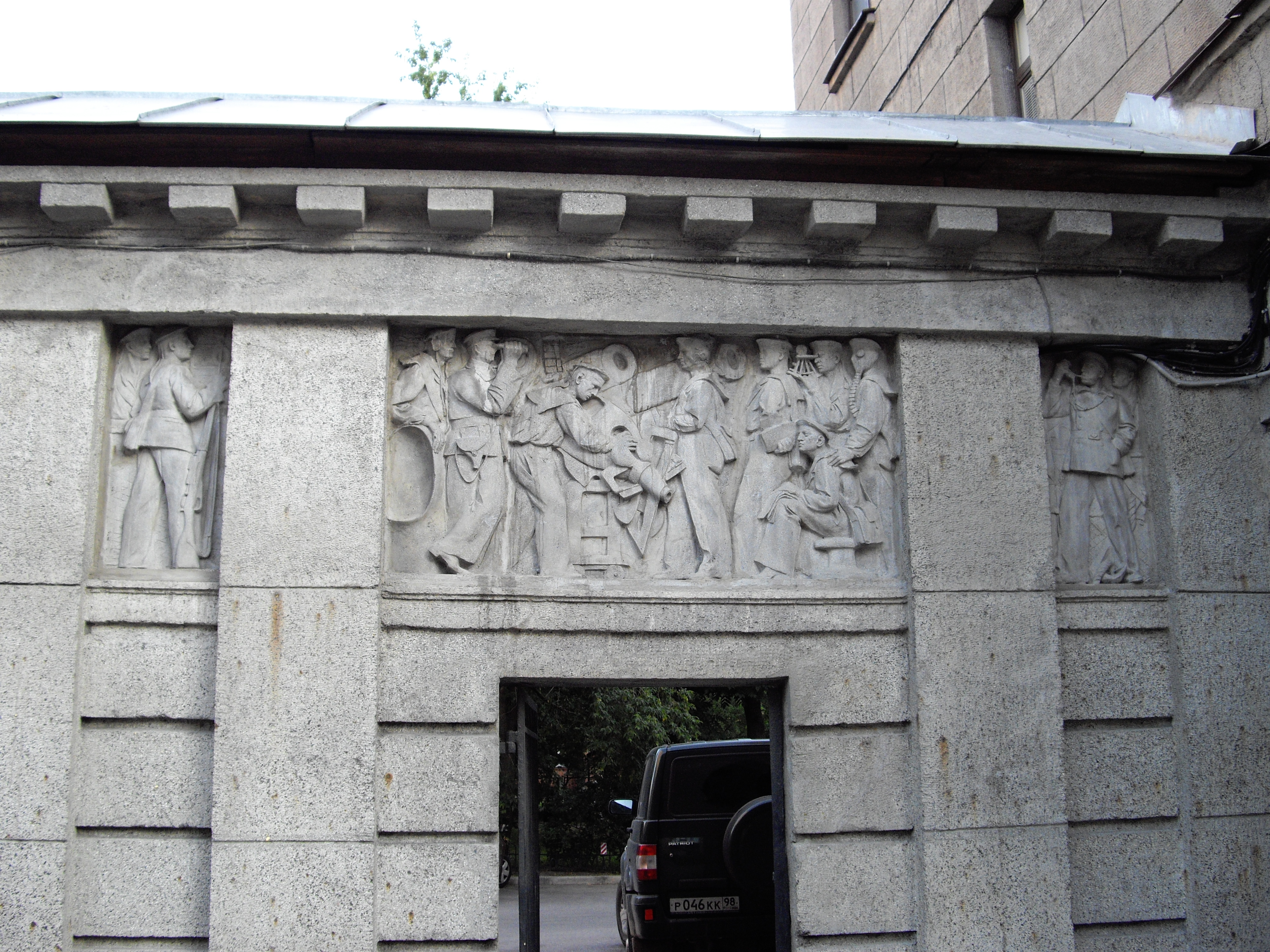
Барельеф на «Адмиральском доме» № 5—7 по ул. Чапыгина

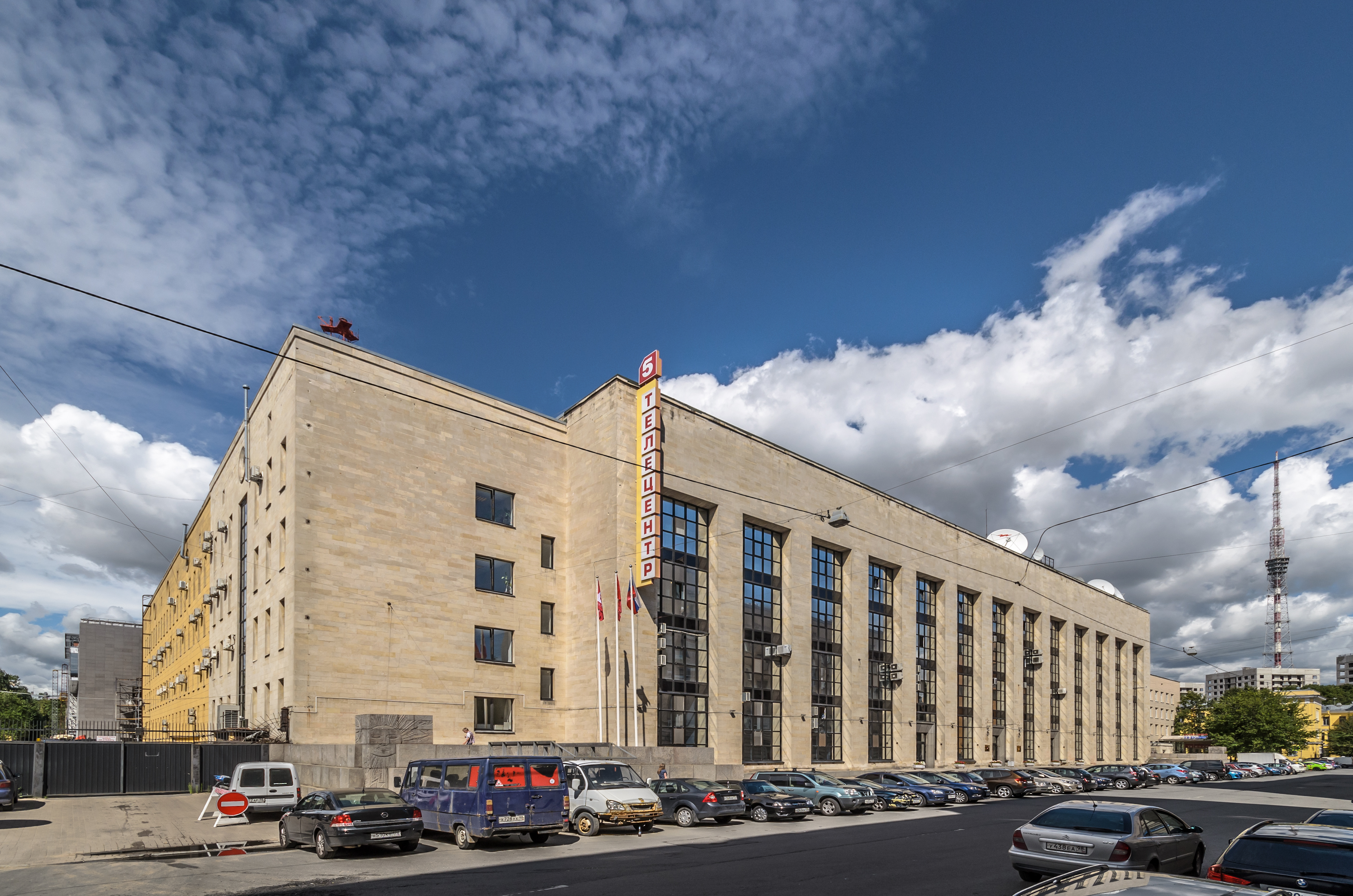
Ленинградский технический телевизионный центр. Улица Чапыгина, дом 6

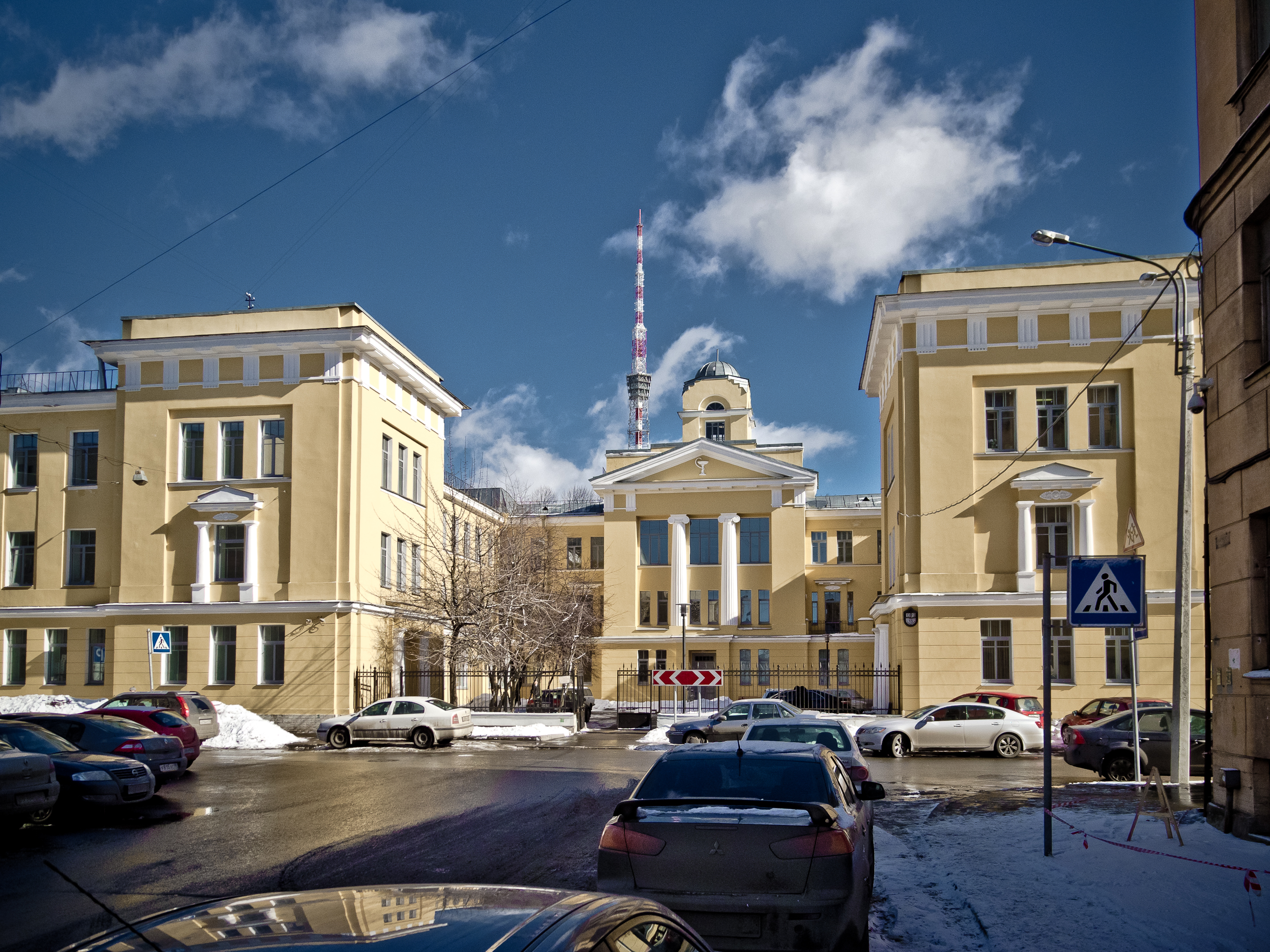
Детская психиатрическая больница. Улица Чапыгина, дом 13А

## Достопримечательности и городские объекты
Особенностью застройки этой улицы являются скверы, отделяющие большие здания друг от друга.— В. Г. Исаченко
- Дом № 1 / Каменноостровский пр., д. 59 — доходный дом купца Агафонова[1].

, 1908—1909, поздняя эклектика с элементами модерна, арх. П. М. Мульханов. В 1910-х годах в этом доме жил архитектор Н. В. Васильев. С 1915 года квартиру на втором этаже занимал авиатор В. А. Лебедев, после отъезда которого в 1919 году в квартиру переехал ректор Политехнического института Дмитрий Павлович Рузский (эмигрировал в Югославию в 1922). В 1917 году в доме находилась явочная квартира большевиков, записанная на имя Эйно Рахья. В 1934—1939 годах в кв. 26 этого дома жил актёр К. В. Скоробогатов
- Дом № 2 / Каменноостровский пр., д. 61 — доходный дом почётного гражданина Санкт-Петербурга А. Ф. Циммермана. Арх. Ф. И. Лидваль, северный модерн (1906—1907; дом расширен и надстроен сотрудником Лидваля А. Ф. Нидермейером в 1913). Диплом на конкурсе лучших фасадов 1907 года. Угловая башенка не сохранилась. Фасады отличаются разнообразием отделки, насчитывается около 20 видов окон (прямоугольные, овальные, круглые, криволинейные). Дом сразу был оснащён лифтами, при доме имелась конюшня, просторные 6—7-комнатные благоустроенные квартиры (по три на этаже) снимали состоятельные люди: князь А. С. Шаховской, вдова потомственного дворянина Л. А. Половцева, британский подданный Бек, организатор радиотехнической промышленности С. М. Айзенштейн, вдова и дети архитектора Месмахера и др. В советское время на торцевой стене, обращённой к дому 4 по ул. Чапыгина, художником Б. С. Аксельродом при помощи отбойного молотка выполнено декоративное панно «Дружба».
- Дом № 4 — бывшая гостиница «Дружба», ныне «Андерсен-отель» (1960, арх. М. Н. Михайлов).
- Дом № 6 — главное здание Ленинградского телецентра (1960—1963, арх. С. Б. Сперанский, В. С. Васильковский).
- Дом № 5—7 — так называемый «Адмиральский дом», построенный в «сталинском» стиле в 1930-х по проекту архитектора Д. П. Бурышкина для служащих ВМФ. В частности, в доме проживали В. Ф. Трибуц[2] и В. Ю. Рыбалтовский[1]. Это жилой комплекс, состоящий из двух больших объёмов, объединённых галереей с тремя въездами в озеленённый двор. В этот же двор выходит новое здание детского сада, построенное по индивидуальному проекту.
- Дом № 11 — семиэтажное здание приюта, построенное в 1913—1914 годах по проекту архитектора Н. Ф. Романченко.
- Замыкает улицу дом № 13а — неоклассическое здание бывшей Николаевской детской больницы, построенное в 1914—1916 годах по проекту архитектора А. Г. Голубкова. От улицы здание отделено курдонёром; оно завершено характерным для классицизма бельведером. Сейчас здесь находится «Центр восстановительного лечения „Детская психиатрия“ имени С. С. Мнухина»[3].

## Инфраструктура

### Транспорт
- Станция «Петроградская»
- Трамвай: № 40
- Троллейбус: № 34
- Автобус: № 1, 25, 46

## Пересечения
- Каменноостровский проспект
- Уфимская улица